# Classe Arabe
La Classe Arabe est une classe de douze contre-torpilleurs construits dans divers arsenaux de l'empire du Japon pour la marine française durant la Première Guerre mondiale.
Dans la marine nationale française, elle est la quatorzième et dernière classe à entrer en service avant la fin de la Première Guerre mondiale, et la seule construite à l'étranger.

## Conception
L'Armée Navale qui regroupe les forces navales françaises en Méditerranée manque à cette époque cruellement d'escorteurs et de contre-torpilleurs alors que la menace des sous-marins allemands et austro-hongrois est importante. Aussi, quand en 1916, l'attaché naval japonais à Paris propose de faire construire dans son pays une série de contre-torpilleurs, l'état-major français accepte avec empressement.
Le 2 novembre 1916, une commande de 12 contre-torpilleurs issus d'une classe japonaise de destroyers, la classe Kaba, est confirmée par la France à l'empire du Japon. Ils devaient être livrés à Port-Saïd dans un délai de six mois après la mise en cale pour les 8 premiers, trois mois plus tard pour les autres.
Leur armement est dérivé de pièces d'artillerie britanniques fabriquées sous licence. Ainsi, les canons catégorisés comme étant de calibre 80 mm sont en réalité de 3 pouces soit 76,2 mm.

## Service

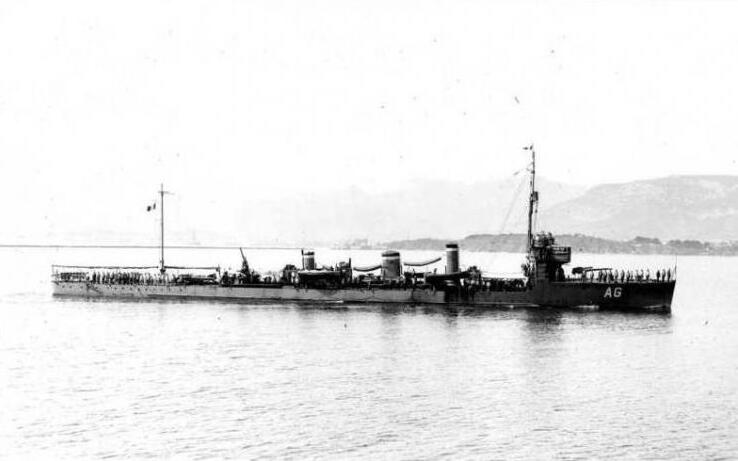
LAlgérien en 1917.

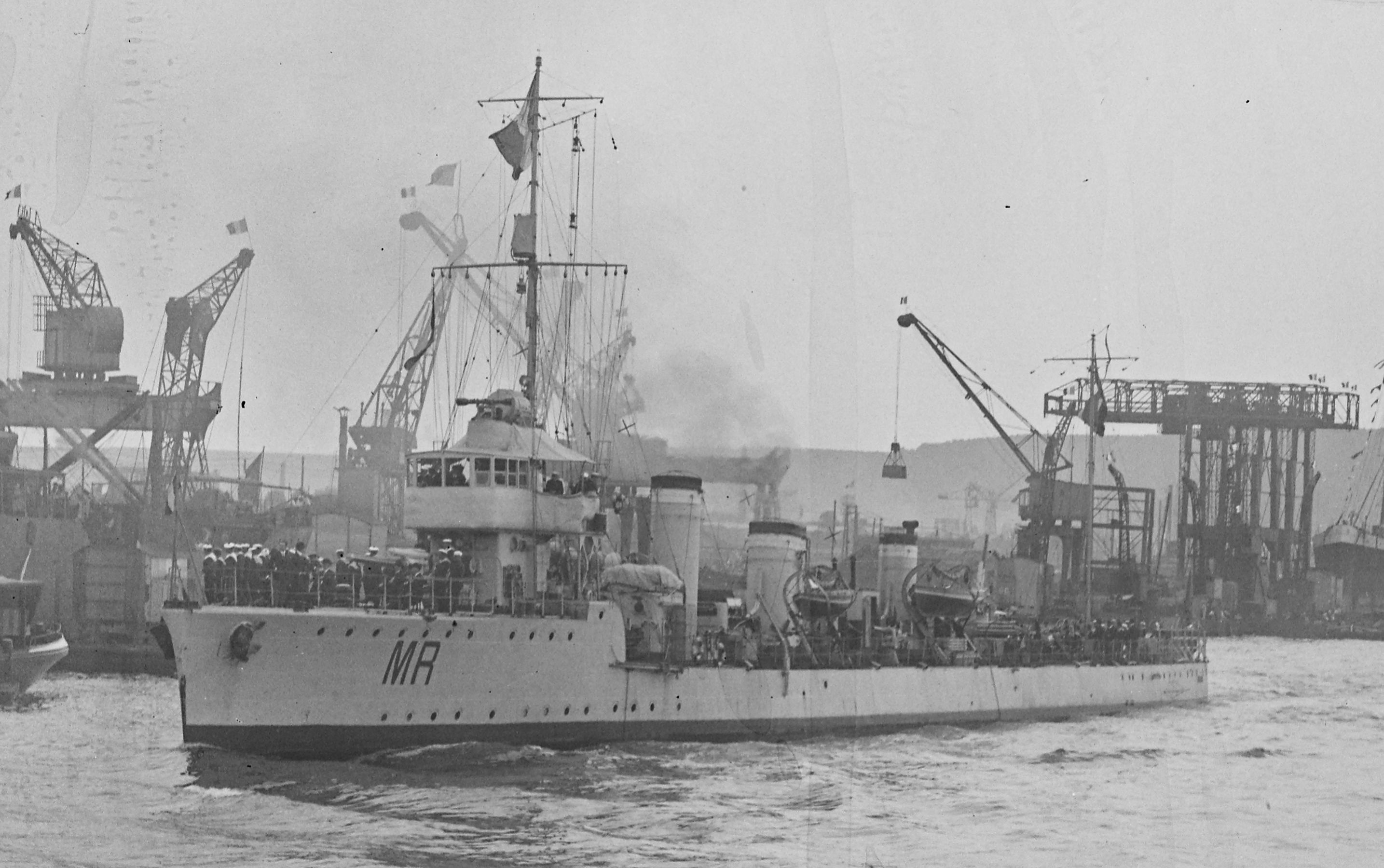
Le Marocain entre Le Havre et Rouen, en 1921.

Les douze contre-torpilleurs ont d'abord été stationnaires en Méditerranée. Puis ils ont été divisés en deux groupes : sept ont servi au sein de la 11e escadrille à Tarente en Italie avec des missions d'escorte et les cinq autres dans la 3e escadrille à Moúdros en Grèce.
Pendant la guerre du Rif de 1924, quelques unités ont aussi servi au Maroc. À la fin des années 1920, ils ont été basés à Brest et ont fait partie de l'Escadre du Nord. En 1931, ils forment les 2e, 4e et 6e divisions de la 2e escadrille de torpilleurs sous la conduite du Mécanicien Principal Lestin de la classe Enseigne Roux de la 2e Escadre. À cette date, le canon de 120 mm est en cours de remplacement par un canon de 100 mm de plus grande portée.
Toutes les unités de cette classe ont été désarmées et envoyées à la ferraille entre 1933 et 1936.

## Les unités de la classe
| Nom        | indicatif visuel | Chantier naval                         | Mis sur cale | Lancement    | Mis en service | Sort final              |
| ---------- | ---------------- | -------------------------------------- | ------------ | ------------ | -------------- | ----------------------- |
| Algérien   | AG               | Arsenal naval de Yokosuka              | janvier 1917 | mai 1917     | août 1917      | rayé en 1936            |
| Annamite   | AN               | Arsenal naval de Yokosuka              | janvier 1917 | juin 1917    | septembre 1917 | rayé le 17 août 1933    |
| Arabe      | AB               | Arsenal naval de Kure                  | en 1917      | mai 1917     | août 1917      | rayé le 16 juin 1936    |
| Bambara    | BM               | Arsenal naval de Kure                  | en 1917      | juillet 1917 | septembre 1917 | rayé le 17 août 1933    |
| Hova       | HV               | Arsenal naval de Sasebo                | en 1917      | mai 1917     | août 1917      | rayé le 14 juin 1936    |
| Kabyle     | KB               | Arsenal naval de Sasebo                | en 1917      | mai 1917     | octobre 1917   | rayé le 14 juin 1936    |
| Marocain   | MR               | Arsenal naval de Maizuru               | en 1917      | mai 1917     | septembre 1917 | rayé le 24 juillet 1935 |
| Sakalave   | SK               | Arsenal de Maizuru                     | mars 1917    | juillet 1917 | octobre 1917   | rayé le 14 juin 1936    |
| Sénégalais | SL               | Kawasaki Heavy Industries à Kobe       | mars 1917    | mai 1917     | septembre 1917 | rayé le 14 juin 1936    |
| Somali     | SM               | Kawasaki Heavy Industries à Kobe       | mars 1917    | juillet 1917 | octobre 1917   | rayé le 24 juillet 1935 |
| Tonkinois  | TK               | Mitsubishi Heavy Industries à Nagasaki | février 1917 | 9 juin 1917  | juillet 1917   | rayé le 14 juin 1936    |
| Touareg    | TO               | Mitsubishi à Nagasaki                  | février 1917 | 5 août 1917  | septembre 1917 | rayé le 24 mai 1935     |

### Sources
- (en) Cet article est partiellement ou en totalité issu de l’article de Wikipédia en anglais intitulé « Arabe-class destroyer » (voir la liste des auteurs).
- (en) Robert Gardiner, Randal Gray, Przemyslaw Budzbon : Conway's All the World's Fighting Ships (1906-1921)
- Roche, Jean-Michel (2005). « Classement par types ». Dictionnaire des bâtiments de la flotte de guerre française de Colbert à nos jours 2, 1870 - 2006, Toulon : Roche (ISBN 978-2-9525917-0-6)